# Apostolicae Sedis moderationi
Apostolicae Sedis moderationi è una bolla promulgata da papa Pio IX il 12 settembre 1869. Essa è anche descritta come una costituzione apostolica. Il documento modificava l'elenco delle censure che nel diritto canonico venivano imposte automaticamente (latae sententiae) sui trasgressori. Ne ridusse il numero e chiarì quelle preservate.
Come è consuetudine per questo tipo di documenti, la bolla è conosciuta con il suo incipit, le parole iniziali del testo.

## Contesto
Nel corso dei secoli si moltiplicarono le leggi ecclesiastiche che imponevano censure, alcune delle quali confermavano, modificavano o abrogavano le precedenti.
Il Concilio di Trento (1545-63) le semplificò, ma numerose nuove leggi continuarono ad essere emanate, alterando e complicando la situazione precedente. Il risultato era confusione per i canonisti, perplessità per i moralisti ed esitazione per i fedeli. Da qui sorse la necessità di una revisione generale di tutto il materiale

## Contenuto
Le censure automatiche, che nella loro forma riveduta furono mantenute, erano organizzate in una serie di categorie a seconda dell'autorità che aveva il potere di assolverle:
- scomuniche automatiche, riservate al Romano Pontefice in modo speciale (12 censure)[3]
- scomuniche automatiche, riservate semplicemente al Romano Pontefice (17 censure)[4]
- scomuniche automatiche, riservate ai vescovi o agli ordinari(3 censure)[5]
- scomuniche automatiche, non riservate a nessuno, cioè quelle che i semplici sacerdoti possono assolvere (4 censure)[6]
- sospensioni automatiche, riservate al Papa (7 censure)[7]
- interdizioni automatiche, riservate (2 censure)[8].

## Osservazioni
Sebbene la censura sia solo una sanzione di tipo "medicale", il cui scopo principale è la guarigione della persona che l'ha subita, la censura non cessa automaticamente solo con il ravvedimento dell'interessato. Essa deve essere tolta dal potere che la infligge.
Le censure sono classificate nella Apostolicae Sedis moderationi rispetto all'autorità che ha il potere di assolvere da esse. Ogni sacerdote che ha la giurisdizione per assolvere dai peccati può assolvere anche dalle censure, a meno che quest'ultima non sia riservata ad una specifica autorità ecclesiastica; alcune delle censure nominate nella bolla Apostolicae Sedis non sono riservate.[2]
Altre sono riservate ai vescovi, che nell'ambito della loro giurisdizione o mediante qualcuno da loro appositamente delegato possono assolvere dalle censure loro riservate. Altre sono riservate al Papa, motivo per cui un vescovo necessita di una delega pontificia per poter impartire un'assoluzione.
Dodici censure sono riservate in modo speciale al Romano Pontefice: in tale caso, la delega papale al vescovo deve menzionarle specificamente. Queste dodici censure, tranne la decima, sono state tratte dalla bolla In Coena Domini, così chiamata perché dal 1364 al 1770 veniva pubblicata annualmente a Roma, e dopo il 1567 anche in altre località, il Giovedì Santo. Di questi undici reati canonici, cinque si riferiscono ad attacchi al fondamento della Chiesa, cioè alla sua fede e costituzione; tre si riferiscono ad attacchi al potere della Chiesa e al suo libero esercizio; gli altri tre si riferiscono ad attacchi ai tesori spirituali o temporali della Chiesa.